# Vicente Aleixandre (metropolitana di Madrid)
Vicente Aleixandre, chiamata Metropolitano fino a novembre 2018, è una stazione della linea 6 della metropolitana di Madrid. Si trova sotto la Avenida de Gregorio del Amo, a nord della Ciudad Universitaria de Madrid, nel distretto Moncloa-Aravaca.
È l'unica stazione, insieme a quella di Colonia Jardín, nella quale è necessario uscire e rientrare per cambiare senso di marcia.

## Storia
La stazione è stata inaugurata il 13 gennaio 1987 con il prolungamento della linea 6 fino a Ciudad Universitaria.
È dedicata dal dicembre 2018 al poeta spagnolo Vicente Aleixandre, premio Nobel per la letteratura nel 1977 ed esponente della Generazione del '27.

## Accessi
Ingresso Vicente Aleixandre
- Gregorio del Amo Avenida Gregorio del Amo, 8
- Juan XXIII Avenida de Moncloa, 15